# Cipollino (film 1961)
Cipollino (in russo Чиполлино?, Čipollino) è un film d'animazione del 1961 diretto da Boris Dëžkin.
Pellicola di produzione sovietica tratta dal romanzo per bambini di Gianni Rodari Le avventure di Cipollino.

## Trama
Le Guardie Limoncelle inseguono Cipollino dicendo che l'avrebbero portato in prigione. Cipollino allora lucida le scarpe a degli ortaggi per aiutare la sua poverissima famiglia.
Un giorno Sor Zucca costruisce una casetta minuscola su un prato di proprietà delle Contesse del Ciliegio, zie del giovane Principe Ciliegia e reggenti del Regno della Frutta e degli Ortaggi. Il Cavalier Pomodoro, esattore delle tasse, dichiara che confischerà la casetta, in quanto abusiva, per farne la cuccia del suo cane, ma Cipollino lo provoca accusandolo di essere un ladro. Il cavaliere allora cerca di strappargli il ciuffo rispondendogli: "Schizzetto impertinente! Ti faccio a fettine!!" ma Cipollino gli risponde: "Mi avete chiamato Schizzetto? Bella idea" e gli schizza del succo di cipolla negli occhi, facendolo piangere.
I paesani nascondono la casetta di Sor Zucca nel bosco, ma il cavaliere Pomodoro ha la sua vendetta: prima incarcera il padre di Cipollino, che si era accusato per salvare il figlio, poi dice alle Guardie Limoncelle di catturare tutti i sudditi che si rifiutano di pagare le tasse del General Limone e di portarli in prigione.
Cipollino e la sua amichetta Ravanella si legano d'amicizia col Principe Ciliegia, che ha un animo gentile e un forte senso della giustizia, e chiedono il suo aiuto per liberare i prigionieri. Le contesse, terrorizzate dalla descrizione di Cipollino che fatto loro il Cavalier Pomodoro, che l'ha presentato come un pericoloso ribaldo, abbandonano il paese. Cipollino sfugge dalle grinfie dell'investigatore Carotone, ma poco dopo viene catturato anch'egli. Grazie ai suoi amici rimasti liberi riesce però a fuggire e a liberare gli altri prigionieri, interrompendo un discorso del General Limone che annunicava l'istituzione di nuove tasse e la demolizione della casa di Sor Zucca a forza di cannonate. Il generale viene investito da un cannone impazzito, mentre Pomodoro e le guardie rimaste si danno alla fuga. Cipollino e i suoi amici possono allora ricostruire il regno.

## Distribuzione
Il film uscì nelle sale cinematografiche sovietiche nel 1961.

### Edizione italiana
In Italia, il film fu trasmesso direttamente in televisione sul Programma Nazionale Rai la vigilia di Natale del 1973. Nel 1997 fu distribuito in VHS dall'Alfadedis Entertainment, con un nuovo doppiaggio e una diversa colonna sonora, come episodio della serie statunitense Animated Classic Showcase. Quest'ultima versione del film venne trasmessa con un ulteriore ridoppiaggio nel 2005 su Rai 3, con il titolo della serie cambiato in Fiabe da terre lontane.